# سید صالح جبر
سید صالح جبر حقوق‌دان و ۳۰ امین نخست‌وزیر پادشاهی عراق است.

## زندگی‌نامه
صالح جبر در ۱۸۹۶ متولد شد و در طول زندگی سیاسی اش به نخست وزیری رسید و بر اساس پیمانی که با انگلیس بست اعتراضات زیادی از مناطق عراق به سمت وی روانه شد.
سعد صالح الجبر فرزند او می‌باشد.

## درگذشت
او در سن ۱۹۵۸ سالگی درگذشت.